# Ana Mónica Fonseca
Ana Mónica Fonseca (Cascais, 1 de setembro de 1980) é uma professora Universitária do Departamento de História do ISCTE sendo Diretora do Centro de Estudos Internacionais do ISCTE, desde 2022. 
Ana Mónica Fonseca, nasceu dia 1 de setembro de 1980 e cresceu no concelho de Cascais.
Entre 2006 e 2015, foi assistente de investigação e investigadora do Instituto Português de Relações Internacionais da Universidade Nova de Lisboa. 
A sua dissertação de mestrado em História das Relações Internacionais, recebeu o Prémio Fundação Mário Soares em 2006. Tendo sido publicada em 2007, com o título “A Força das Armas: O apoio da República Federal da Alemanha ao Estado Novo (1958-1968)”. 
Doutorou-se em História Moderna e Contemporânea, em 2011, no ISCTE, com uma tese intitulada "É preciso regar os cravos! - A Social Democracia Alemã e a transição portuguesa para a democracia (1974-1976)", que recebeu a Menção Honrosa do Prémio Vítor de Sá de História Contemporânea 2012 e ainda a Menção Honrosa do Prémio Fundação Mário Soares - EDP 2012.
Em 2017, publicou um livro intitulado “Os Petróleos em Portugal”, com outros colegas.
Em 2018, fez complementarmente um Pós-Doutorado em Investigação também no ISCTE.
As suas áreas de investigação primordiais, focam-se na democracia no Sul da Europa, nas relações luso-alemãs durante a Guerra Fria, bem como na promoção da democracia e na social-democracia europeia.
Ana Mónica, tem publicado regularmente em revistas nacionais e internacionais e participou em diversos trabalhos coletivos e conferências. 

## Qualificações Académicas
| Universidade/Instituição | Tipo         | Curso | Período |
| ------------------------ | ------------ | --- | ------- |
| ISCTE - IUL              | Doutoramento | História Moderna e Contemporânea, especialidade em Hist. das Relações Internacionais na Período Contemporâneo | 2011    |
| ISCTE - IUL              | Mestrado     | História das Relações Internacionais                                                                          | 2005    |
| ISCTE - IUL              | Licenciatura | História Moderna e Contemporânea                                                                              | 2002    |

## Áreas de Investigação
| História Contemporânea                  |
| História da Guerra Fria                 |
| Relações Alemanha - Portugal, 1945-1989 |

## Prémios
| Menção Honrosa do Prémio Victor de Sá de História Contemporânea 2012, com a Tese de Doutoramento “É Preciso Regar os Cravos! A Social-democracia alemã e a transição para a Democracia em Portugal (1974-1976)” | 2012 |
| Menção Honrosa do Prémio Fundação Mário Soares – EDP 2012, com a Tese de Doutoramento “É Preciso Regar os Cravos! A Social-democracia alemã e a transição para a Democracia em Portugal (1974-1976)”            | 2012 |
| Prémio Fundação Mário Soares 2006, com a Tese de Mestrado “As Relações entre Portugal e a República Federal da Alemanha: 1958-1968”                                                                             | 2006 |